# De oorlog tussen de Rozen
De oorlog tussen de Rozen, originele titel The War of the Roses, is een boek geschreven door Warren Adler. De Engelstalige versie verscheen in 1981 via uitgeverij Warner Books Inc. Arend de Haan vertaalde het boek naar het Nederlands. Deze Nederlandstalige versie wordt sinds 2001 verdeeld door uitgeverij AnkhHermes.

## Verhaal
Jonathan en Barbara zijn getrouwd en leven in een herenhuis nabij Washington D.C.. Ze hebben twee kinderen. Verder hebben ze nog een hond en kat als huisdieren. Jonathan zijn carrière als advocaat is een financieel succes waardoor ze onlangs een au pair hebben kunnen aannemen. Barbara heeft een klein bedrijfje in exclusieve voedingswaren. Haar paté wordt geprezen. 
Desondanks voelt Barbara zich niet gelukkig in haar liefdesleven. Wanneer Jonathan ogenschijnlijk een hartaanval krijgt, hoopt ze zelfs stiekem dat hij dit niet overleeft.  Nadat Jonathan uit het ziekenhuis wordt ontslagen, zegt Barbara hem dat hun huwelijk al lang over is en dat ze beter kunnen scheiden.
Barbara schakelt de hulp in van het beste advocatenkantoor in de stad. Ook Jonathan doet beroep op een advocaat en kiest iemand uit zijn eigen bedrijf. Jonathan wil zich eerder gul openstellen: hij biedt Barbara een grote som geld aan tezamen met de helft van hun bezittingen. Echter, Barbara wil al het geld, het huis en alle verdere bezittingen. Ze is van mening dat ze dit terecht verdient daar zij het huis destijds heeft opgeknapt en de kinderen heeft opgevoed. Verder eist ze dat Jonathan onmiddellijk het huis verlaat. Jonathan is het niet eens omdat hij destijds voor al het geld heeft gezorgd. Verder vindt hij een achterdeurtje in de wetgeving: zolang de scheiding niet definitief is, mag hij in het huis verblijven. 
De sfeer tussen beiden wordt er steeds grimmiger op en ze kunnen niet laten om elkaar het leven constant zuur te maken: kleine sabotages, vernielen van allerhande meubelstukken en huishoudtoestellen, lastercampagnes, vergiftigingen... Barbara tracht Jonathan aan te rijden met een auto. Wanneer dat mislukt, pleegt Jonathan eenzelfde, maar eveneens mislukte aanslag op Barbara. Daarbij komt de kat onbedoeld om. Uiteindelijk wil Jonathan rustig met Barbara praten tijdens een diner dat zij verzorgt. Wanneer zij de paté serveert, denkt hij verkeerdelijk dat deze werd gemaakt van zijn hond en ontstaat er alweer een gevecht op leven en dood.

## Filmadaptatie
Het boek werd in 1989 verfilmd onder de originele titel The War of the Roses. Regie was in handen van Danny DeVito.  Hoofdrollen werden gespeeld door Michael Douglas, Kathleen Turner en DeVito.

## Musicaladaptatie
In 2016 produceerde Judas TheaterProducties een musicalversie van het boek, geregisseerd door Frank Van Laecke en gecomponeerd door Sam Verhoeven. De hoofdrollen werden gespeeld door Lucas Van den Eynde en Maike Boerdam.